# Волоковая (Ненецкий автономный округ)
Волокова́я — деревня в Заполярном районе Ненецкого автономного округа России. Входит в состав Пешского сельсовета.

## География
Деревня находится в юго-западнйо части автономного округа, на левом берегу реки Пёша, в пограничной зоне.

## Население
| 2002 | 2010 |
| ---- | ---- |
| 196  | ↘105 |

## Экономика
Основные занятия населения — рыболовство и молочное животноводство. Действует отделение СПК РК «Заполярье».

## Инфраструктура
В деревне функционируют аэропорт, начальная школа-детский сад, ФАП, дом культуры, учреждения торговли.

## Транспорт
Грунтовая автомобильная дорога «Нижняя Пёша — Верхняя Пёша — Волоковая». Регулярное автобусное сообщение с Нижней Пёшей. Регулярные авиарейсы один раз в неделю, из Нарьян-Мара на самолёте Ан-2 или на вертолёте Ми-8.